# Bogense Kommune
Bogense Kommune i Fyns Amt blev dannet ved kommunalreformen i 1970. Ved strukturreformen i 2007 indgik den i Nordfyns Kommune sammen med Otterup Kommune og Søndersø Kommune.

## Tidligere kommuner
Bogense havde været købstad, men det begreb mistede sin betydning ved kommunalreformen. 5 sognekommuner blev i 1966 lagt sammen med Bogense købstad til Bogense Kommune:
| Kommune                  | Folketal september 1965 | Byer    |
| ------------------------ | ----------------------- | ------- |
| Bogense                  | 2.925                   | Bogense |
| Grindløse                | 509                     |         |
| Guldbjerg-Nørre Sandager | 697                     |         |
| Klinte                   | 553                     |         |
| Ore                      | 737                     |         |
| Skovby                   | 1.219                   | Skovby  |
| I alt                    | 6.640                   |         |

## Sogne
Bogense Kommune bestod af følgende sogne:
- Bogense Sogn (Skovby Herred)
- Grindløse Sogn (Skam Herred)
- Guldbjerg Sogn (Skovby Herred)
- Klinte Sogn (Skam Herred)
- Nørre Sandager Sogn (Skovby Herred)
- Ore Sogn (Skovby Herred)
- Skovby Sogn (Skovby Herred)

## Borgmestre[2]
| Periode   | Navn                          | Parti                       |
| --------- | ----------------------------- | --------------------------- |
| 1970-1974 | Knud Rendbæk                  | Radikale Venstre            |
| 1974-1990 | Svend Jensen                  | Socialdemokratiet           |
| 1990-1998 | Frants Bernstorff-Gyldensteen | Det Konservative Folkeparti |
| 1998-2006 | Arne Kruse                    | Socialdemokratiet           |